# Joaquim Pimenta de Castro
Joaquim Pereira Pimenta de Castro (Monção, Pias, 5 de novembro de 1846 – Lisboa, 14 de maio de 1918) foi um oficial militar, engenheiro e político português que se tornou brevemente Ministro da Guerra de Portugal, em 1911, e Presidente do Ministério em 1915, quando foi deposto do poder por um movimento militar liderado por Álvaro de Castro. Em seguida, retirou-se da política e escreveu um livro defendendo sua administração, morreu pouco tempo depois em Lisboa.

## Biografia
Joaquim Pimenta de Castro nasceu em 5 de outubro de 1846, em Pias, Monção. Era o quinto dos dezasseis filhos de Joaquim Pereira Pimenta de Castro, 6º morgado da Casa de Pias e 8º dos Pimentas e de D. Joana Cleofa Pereira de Castro Sousa Morim, administradora dos vínculos da Quinta do Crasto, em Valença, Quinta do Passadouro em Arcos de Valdevez e da Casa Alta em Ponte de Lima. 
Iniciou sua carreira militar em 1867, graduando-se mais tarde em Matemática pela Faculdade de Ciências da Universidade de Coimbra. Em 1874 foi capitão, atingindo o posto de general de brigada e em 1908 foi nomeado comandante da 3.ª Região Militar, no Porto.
Foi ainda ajudante de campo de D. Manuel II, tendo também ocupado outros cargos administrativos a nível regional.
Após a proclamação da República a 5 de outubro de 1910, foi ministro da Guerra, por apenas dois meses, em 1911, tendo-se demitido do cargo devido a uma das incursões monárquicas de Henrique de Paiva Couceiro.
Como independente, foi escolhido pelo Presidente Manuel de Arriaga para ser presidente do Ministério (atual primeiro-ministro), que governaria sem o parlamento, onde o Partido Democrático, liderado por Afonso Costa tinha a maioria. O seu governo, com o apoio do Partido Republicano Evolucionista e da União Republicana, e também de facções militares conservadoras, ficou no poder de 28 de Janeiro a 14 de Maio de 1915.
Tornou-se apegado pelo cargo e sob um governo "ditatorial" Pimenta de Castro destituiu o seu gabinete e foi retirado do poder por um movimento militar a 14 de Maio de 1915 liderado por Álvaro de Castro, com o apoio do Partido Democrático, que causou também a demissão do Presidente Manuel de Arriaga, sendo substituído pouco tempo depois em eleições por Teófilo Braga. Fruto do descontentamento popular face ao seu governo, na madrugada daquele dia desencadeou-se um grande alvoroço nas ruas de Lisboa.
Retirou-se então da vida política, dedicando-se à escrita de um livro em sua defesa pessoal e justificando o seu governo, intitulado A Afrontosa Dictadura. Joaquim Pimenta de Castro morreu em Lisboa a 14 de maio de 1918, recebendo muitos títulos políticos e militares, tendo sido sepultado no Cemitério dos Prazeres.